# This is my song
This is my song is een single uit 1967 van Petula Clark, gecomponeerd door Charlie Chaplin, gearrangeerd door Ernie Freeman en geproduceerd door Sonny Burke.

## Geschiedenis
Het nummer is in 1966 geschreven door Charlie Chaplin voor de door hem geregisseerde film A Countess from Hong Kong. Hij wilde met de film en het lied de sfeer van de jaren dertig terugbrengen. Oorspronkelijk had hij de zanger Al Jolson als vertolker uitgezocht en hij was er maar moeilijk van te overtuigen dat die al in 1950 overleden was. Pas toen hem een foto van Jolsons grafsteen werd getoond, legde Chaplin zich bij de feiten neer. This is my song is in de film alleen instrumentaal te horen.
Petula Clark, die Chaplin kende doordat ze in Zwitserland een huis had dicht bij het zijne, was zijn volgende keus voor de vocale versie. Haar vaste arrangeur Tony Hatch vond het lied niet geschikt voor haar. Daarom is het arrangement gemaakt door Ernie Freeman. De productie was in handen van Sonny Burke en de instrumentale begeleiding werd verzorgd door The Wrecking Crew, een Amerikaanse groep sessiemuzikanten rond Hal Blaine.
Clark zelf had grote moeite met de gewild ouderwetse tekst, maar Chaplin weigerde daaraan iets te veranderen. Ze was bereid het nummer te zingen voor een album, maar toen platenmaatschappij Pye Records het als single wilde uitbrengen, probeerde ze dat te blokkeren. Het nummer werd toch uitgebracht en werd een wereldhit. Clark zong ook versies in het Frans (C'est ma chanson), Duits (Love, so heisst mein Song) en Italiaans (Cara felicità). In de versie voor de Verenigde Staten is het lied een minuut korter omdat de langzame introductie is weggelaten.

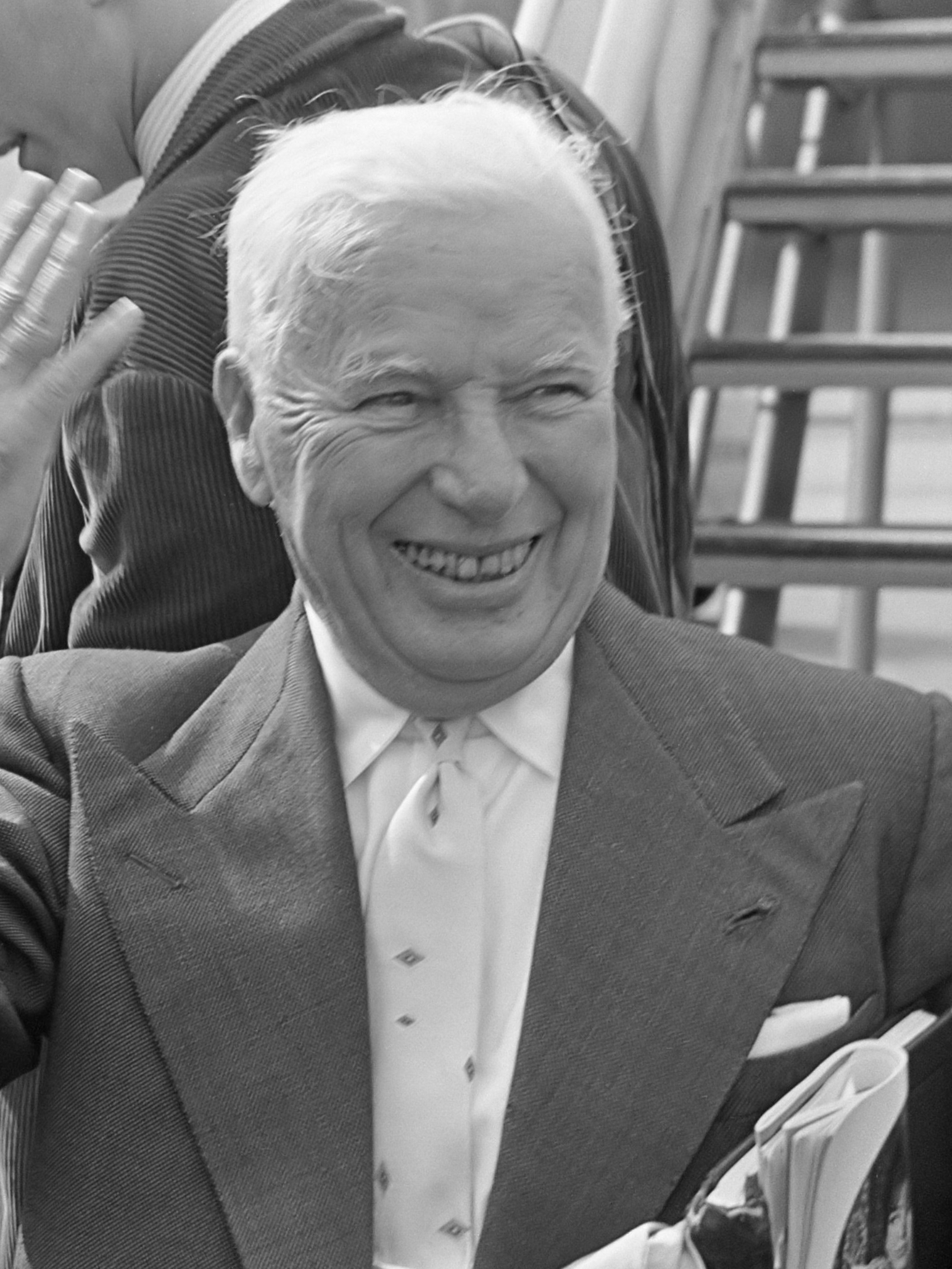
Charlie Chaplin halverwege de jaren zestig
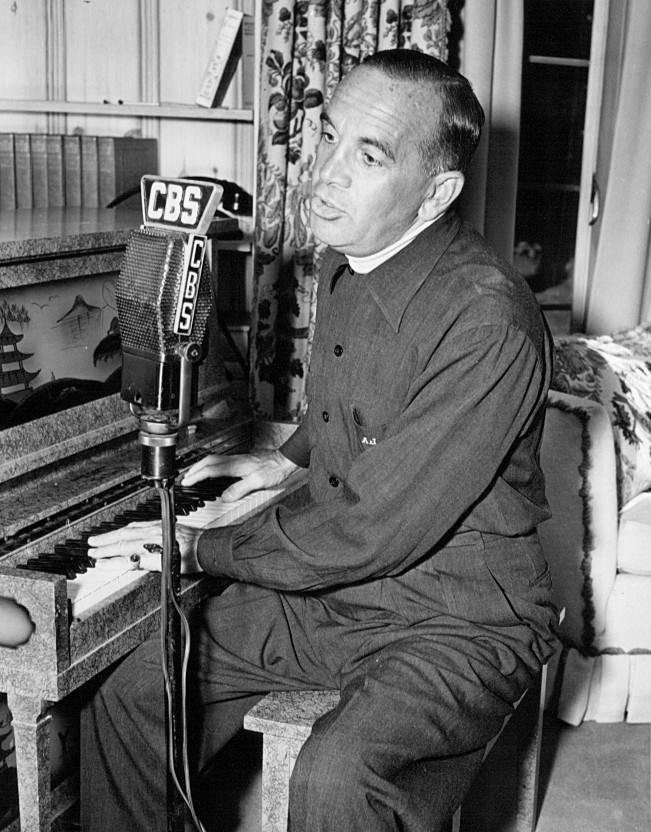
Al Jolson († 1950) zou volgens Chaplin de ideale vertolker geweest zijn

## Hitnoteringen
Het lied stond veertien weken in de UK Singles Chart waarvan twee weken op nummer 1. België had nog geen officiële hitparade. 
| This is my song    | This is my song       | This is my song | This is my song | This is my song | This is my song | This is my song | This is my song | This is my song | This is my song | This is my song | This is my song | This is my song | This is my song | This is my song | This is my song | This is my song | This is my song | This is my song | This is my song | This is my song | This is my song |
| Hitlijst           | Datum van binnenkomst | Week:           | 1               | 2               | 3               | 4               | 5               | 6               | 7               | 8               | 9               | 10              | 11              | 12              | 13              | 14              | 15              | 16              | 17              | 18              |                 |
| ------------------ | --------------------- | --------------- | --------------- | --------------- | --------------- | --------------- | --------------- | --------------- | --------------- | --------------- | --------------- | --------------- | --------------- | --------------- | --------------- | --------------- | --------------- | --------------- | --------------- | --------------- | --------------- |
| Nederlandse Top 40 | 04-03-1967            | Positie:        | 14              | 7               | 3               | 2               | 1               | 1               | 1               | 3               | 2               | 4               | 5               | 7               | 12              | 17              | 24              | 24              | 30              | 37              | uit             |

| Parool Top 20 | 11-03-1967 | Positie: | 10 | 3 | 2 | 2 | 1 | 1 | 1 | 3 | 4 | 6 | 9 | 9 | 13 | uit |

### NPO Radio 2 Top 2000
| Nummer met noteringen in de NPO Radio 2 Top 2000 | '99  | '00 | '01  |
| ------------------------------------------------ | ---- | --- | ---- |
| This Is My Song                                  | 1779 | -   | 1938 |

1. ↑  Een '-' betekent dat het nummer niet was genoteerd en een vetgedrukt getal geeft de hoogste notering aan.
2. ↑  Deze tabel is bijgewerkt tot en met de laatste editie (2024).

## Andere versies
Ook de Britse zanger Harry Secombe had in 1967 een hit met This is my song, gearrangeerd door Wally Stott, die hoog scoorde in de UK Singles Chart. De versie van The Seekers, ook uit 1967, werd pas uitgebracht in 1995.
Later zijn er talloze coverversies gemaakt door zangers en orkesten in het easy listening-genre, onder wie Ray Conniff, Percy Faith, Connie Francis, Engelbert Humperdinck, James Last, The Lennon Sisters, Mantovani, Al Martino, Paul Mauriat, Jim Nabors, Frank Sinatra, Bobby Vinton en Andy Williams.